# Tour d'Antalya
El Tour d'Antalya és una cursa ciclista per etapes que es disputa a Turquia. La primera edició es va disputar el 2018. Forma part del calendari de l'UCI Europa Tour amb una categoria 2.2.

## Palmarès
| Any  | Vencedor               | Segon                | Tercer              |         |
| ---- | ---------------------- | -------------------- | ------------------- | ------- |
| 2018 | Artiom Ovetxkin        | Cristian Raileanu    | Awet Habtom         |         |
| 2019 | Szymon Rekita          | Giovanni Lonardi     | Attila Valter       |         |
| 2020 | Max Stedman            | Kenneth Van Rooy     | Alessandro Fancellu |         |
| 2021 | suspesa                | suspesa              | suspesa             | suspesa |
| 2022 | Jacob Hindsgaul Madsen | Alessandro Fedeli    | Luc Wirtgen         |         |
| 2023 | suspesa                | suspesa              | suspesa             | suspesa |
| 2024 | Davide Piganzoli       | Alessandro Pinarello | Edoardo Zambanini   |         |